# Comedians in Cars Getting Coffee
Comedians in Cars Getting Coffee è un talk show diretto e presentato da Jerry Seinfield. Distribuito prima sul servizio online Crackle dal 19 luglio 2012 negli stati uniti d'America poi da Netflix che ne ha comprato i diritti in tutto il mondo il 5 gennaio 2018.
In ogni episodio Jerry Seinfield, a bordo di una sempre diversa macchina d'epoca, invita un comico per un viaggio in auto fino ad una caffetteria o ristorante. Lo show mantiene sempre vivo il realismo e data la presenza di forti caratteri comici e abili intrattenitori non è necessario nessuno script. Presenti molti inconvenienti come nell'episodio con Michael Richards, dove questo voleva deviare a casa di un amico, anche nell'episodio col cabarettista Chris Rock dove lui e Seinfield vengono fermati dalla polizia per eccesso di velocità.
La serie ha debuttato nel 2012 sulla rete televisiva online Crackle, venne suddivisa in 11 stagioni per un totale di 84 episodi. Con l'acquisto della serie da parte di Netflix, lo show è stato raccolto in 6 stagioni chiamate "collezioni", ma con solo 83 episodi distribuiti in tutto il mondo a partire dal 5 gennaio 2018. A mancare è quello di Jason Alexander che ha impersonato il suo alter ego George Costanza. L’episodio con Louis C.K., inizialmente non distribuito da Netflix, è stato recentemente aggiunto al catalogo, e compare nella quarta collezione.

## Episodi
Le puntate di Comedians in Cars Getting Coffee sono state trasmesse originariamente sulla rete online Crackle dal 2012.
| Distribuzione di Crackle | Distribuzione di Crackle | Distribuzione di Crackle | Distribuzione di Crackle |
| Stagione                 | N° episodi               | Primo episodio           | Ultimo episodio          |
| ------------------------ | ------------------------ | ------------------------ | ------------------------ |
| Prima stagione           | 10                       | 19 luglio 2012           | 27 settembre 2012        |
| Seconda stagione         | 6                        | 12 giugno 2013           | 18 luglio 2013           |
| Terza stagione           | 7                        | 2 gennaio 2014           | 6 febbraio 2014          |
| Quarta stagione          | 5                        | 19 giugno 2014           | 17 luglio 2014           |
| Quinta stagione          | 8                        | 6 novembre 2014          | 17 dicembre 2014         |
| Sesta stagione           | 6                        | 3 giugno 2015            | 8 luglio 2015            |
| Settima stagione         | 6                        | 30 dicembre 2015         | 3 febbraio 2016          |
| Ottava stagione          | 6                        | 16 giugno 2016           | 21 luglio 2016           |
| Nona stagione            | 6                        | 5 gennaio 2017           | 9 febbraio 2017          |
| Decima stagione          | 12                       | 6 luglio 2018            | 6 luglio 2018            |
| Undicesima stagione      | 12                       | 19 luglio 2019           | 19 luglio 2019           |

In Italia e nel resto del mondo lo show viene trasmesso da Netflix dal 5 gennaio 2018. 
| Distribuzione di Netflix | Distribuzione di Netflix       | Distribuzione di Netflix |
| N° episodi               | Collezione                     | Prima TV mondiale        |
| ------------------------ | ------------------------------ | ------------------------ |
| 20                       | La prima tazza                 | 5 gennaio 2018           |
| 9                        | Dolce e leggero                | 5 gennaio 2018           |
| 16                       | Miscela speciale               | 5 gennaio 2018           |
| 14                       | Un espresso a notte fonda      | 6 luglio 2018            |
| 12                       | Novità 2018: Miscela originale | 6 luglio 2018            |
| 12                       | Novità 2019: Miscela originale | 19 luglio 2019           |

## Accoglienza
Brian Lowry di Variety scrisse che la serie è il tipo di format breve che si percepisce un po' stiracchiato, anche con 18 minuti di durata. David Hinckley del New York Daily News diede al programma un voto di 3 stellette su 5. Mike Hale di The New York Times disse: «Il titolo della serie viene presentato in maniera pulita ed elegante con un logo disegnato a matita appositamente e studiatamente casual. E riprese e montaggio sono, se analizzati, straordinariamente complessi e artistici per una serie televisiva».
Anand Giridharadas del New York Times criticò lo show per essere troppo autoreferenziale e lontano dall'uomo della strada, più una sorta di palcoscenico per la ricchezza di Seinfeld. Giridharadas scrisse: "La democrazia dell'umorismo contemplativo è diventata, nella reincarnazione di Mr. Seinfeld, un'oligarchia di reciproca ammirazione". Newsday assegnò una "A" alla quarta stagione della serie.